# Bustos (Portugal)
Pour les articles homonymes, voir Bustos.
Bustos est une ancienne paroisse civile portugaise (en portugais : freguesia) de la municipalité d'Oliveira do Bairro dans le district d'Aveiro. 
La loi no 11-A/2013 du 28 janvier 2013, portant réorganisation administrative du territoire des freguesias, fusionne Bustos avec les paroisses voisines de Troviscal et Mamarrosa pour former l’União das freguesias de Bustos, Troviscal e Mamarrosa (dont le siège est à Bustos).